# Siats
Siats là một chi khủng long chân thú. Chi này có một loài duy nhất đã từng thống trị trên bề mặt Trái Đất cách đây khoảng 100 triệu năm.  Chi này chỉ có 1 loài, Siats meekerorum. S. meekerorum có thể là khủng long chân thú đầu tiên được phát hiện ở Bắc Mỹ và còn là allosauroid trẻ nhất về mặt sinh địa chất được phát hiện từ lục địa này. Ban đầu chi này được phân loại là megaraptora, một ngành của khủng long chân thú lớn với những mối quan hệ gây tranh cãi rất nhiều. Nhóm này có thể là ví dụ của tyrannosauroid, neovenatorid allosauroids, hay khủng long đuôi rỗng cơ sở.Hóa thạch được các nhà nghiên cứu thuộc Viện Bảo tàng Field ở Chicago, Viện Bảo tàng Bắc Carolina và Đại học bang Bắc Carolina khai quật tại núi Cedar ở bang Utah, Hoa Kỳ.
Siats có trọng lượng 4 tấn và dài 9 m.